# Verl
Verl település Németországban, azon belül Észak-Rajna-Vesztfália tartományban. Lakosainak száma 25 691 fő (2023. december 31.). Verl Bielefeld, Schloß Holte-Stukenbrock, Hövelhof, Delbrück, Rietberg és Gütersloh községekkel határos.

## Népesség
A település népességének változása:
| Lakosok száma | 17 203 | 25 356 | 25 498 | 25 177 | 25 522 | 25 691 |
|               | 1975   | 2017   | 2019   | 2021   | 2022   | 2023   |